# 紀南みかん
紀南みかん（きなんみかん）は、和歌山県南部の紀南農業協同組合（JA紀南）で生産されるウンシュウミカンのブランド。田辺市や上富田町を中心に生産されている。

## 特色
田辺市に本所を置くJA紀南は約1600戸のみかん農家を有する。毎年9月下旬から極早生品種を、11月から早生品種を、12月から「木熟みかん」を収穫し、主に首都圏や中京圏や京阪神に出荷する。JA紀南ではウメに次ぐ農産物がウンシュウミカンである。
田辺市芳養町（はやちょう）大坊地区で栽培されるみかんは紀南みかんの中でも特に良質とされ、「大坊みかん」というブランドが付けられている。

## 歴史
かつてはキシュウミカンが生産されていたが、現在はウンシュウミカンが生産されている。
2019年（令和元年）秋、消費者庁から機能性表示食品に認定された。紀南みかんの中でも高糖度のものを、機能性表示食品と明記した「天」ブランドで販売している。